# Heser
Heser Tuneva, 2004 è un genere di ragni appartenente alla famiglia Gnaphosidae.

## Distribuzione
Le 10 specie note di questo genere sono diffuse in vari paesi del Mediterraneo, in Africa, in Kazakistan, India e USA.

## Tassonomia
Le caratteristiche di questo genere sono state determinate sulla base delle analisi effettuate sugli esemplari di H. malefactor Tuneva, 2004.
Non sono stati esaminati esemplari di questo genere dal 2012.
Attualmente, a ottobre 2015, si compone di 10 specie:
1. Heser aradensis (Levy, 1998) — Israele
2. Heser bernardi (Marinaro, 1967) — Spagna, Algeria
3. Heser bonneti (Marinaro, 1967) — Algeria
4. Heser hierosolymitanus (Levy, 1998) — Israele
5. Heser hispanus Senglet, 2012 — Spagna
6. Heser infumatus (O. P.-Cambridge, 1872) — Tanzania, Egitto, Israele
7. Heser malefactor Tuneva, 2004[2] — Kazakistan
8. Heser nilicola (O. Pickard-Cambridge, 1874) — Mediterraneo, isole Canarie, Burkina Faso, USA
9. Heser schmitzi (Kulczynski, 1899) — Spagna, Madeira, isole Canarie, USA
10. Heser vijayanagara Bosselaers, 2010 — India

### Sinonimi
- Heser citipes (Simon, 1893); trasferita dal genere Drassodes e posta in sinonimia con H. infumatus (O. Pickard-Cambridge, 1872) a seguito di un lavoro di Levy (1998c), effettuato quando gli esemplari avevano la denominazione di Zelotes[1].
- Heser incisupalpis (Levy, 1998); posta in sinonimia con H. hierosolymitanus (Levy, 1998) a seguito di uno studio di Levy del 2009, effettuato quando gli esemplari avevano la denominazione di Zelotes[1].